# Al-Akhtal (cratère)
Al-Akhtal est le nom d'un cratère d'impact, d'un diamètre de 102 km, présent sur la surface de Mercure, à 59,2°N et 97°O. Le cratère fut nommé par l'Union astronomique internationale en honneur au poète arabe Al-Akhtal.

## Compléments